# Blekingegatan

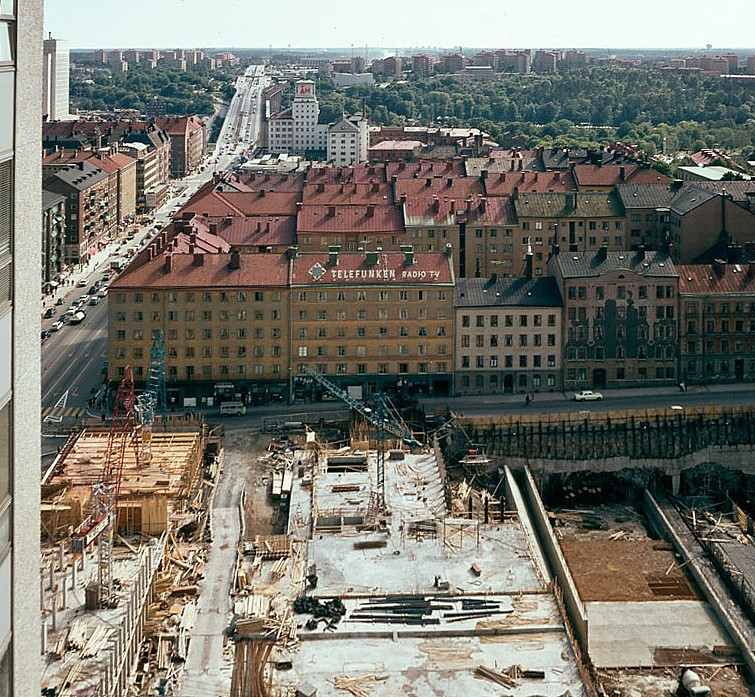
Vy från Skatteskrapan söderut över byggarbetsplatsen för Åsö gymnasium med Blekingegatan i fonden, 1965. Till höger syns formsättning för blivande Söderledstunneln.

Blekingegatan är en gata på Södermalm i Stockholm. Den  sträcker sig från Ringvägen i väster till Östgötagatan i öster, med ett kort avbrott för Allhelgonakyrkan och Helgalunden. Blekingegatan fick sitt nuvarande namn i samband med Namnrevisionen i Stockholm 1885.

## Historik
Enligt namnrevisionens rapport blev Blekingegatan "den vidgade Sahlbergsgränd och dess förlängningar åt öster och väster". Samtidigt tillkom namnen i kategorin ”de södra landskapen”: Ölandsgatan, Gotlandsgatan, Skånegatan och Närkesgatan. Enligt Lindhagenplanen var det meningen att förlänga Blekingegatan i rak sträckning österut där den vid Renstiernas gata slutade i en monumental trappa upp till Sofia kyrka. Planen fullföljdes aldrig, bland annat efter protester av Anna Lindhagen.
Den del av Blekingegatan som ligger mellan Götgatan och Helgalunden hette i Holms tomtbok från 1674 "Melcher Liungz Twärgata". Melker Jung ägde ett glasbruk på Söder och hade även en trädgård vid denna gata. Den inköptes så småningom av Johan Sahlberg, som gift sig 1676 med en dotter till Melker Jung. Efter honom fick gatan senare heta Sahlbergsgränden.

## Byggnader vid Blekingegatan (urval)
- På Blekingegatan 32 finns det så kallade Garbohuset (ursprungshuset existerar inte längre). Här bodde Greta Garbo med familj under sin uppväxt. En byst på husfasaden visande Garbo påminner om det.
- Största byggnad vid Blekingegatan 53–55 är Åsö gymnasium som ritades av arkitekt Paul Hedqvist och invigdes den 29 april 1968.
- Vid Blekingegatan 40 ligger en jugendinspirerad byggnad från 1904, som ritades av arkitekt Sam Kjellberg och är sedan 1969 plats för Restaurang Pelikan.

## Bilder

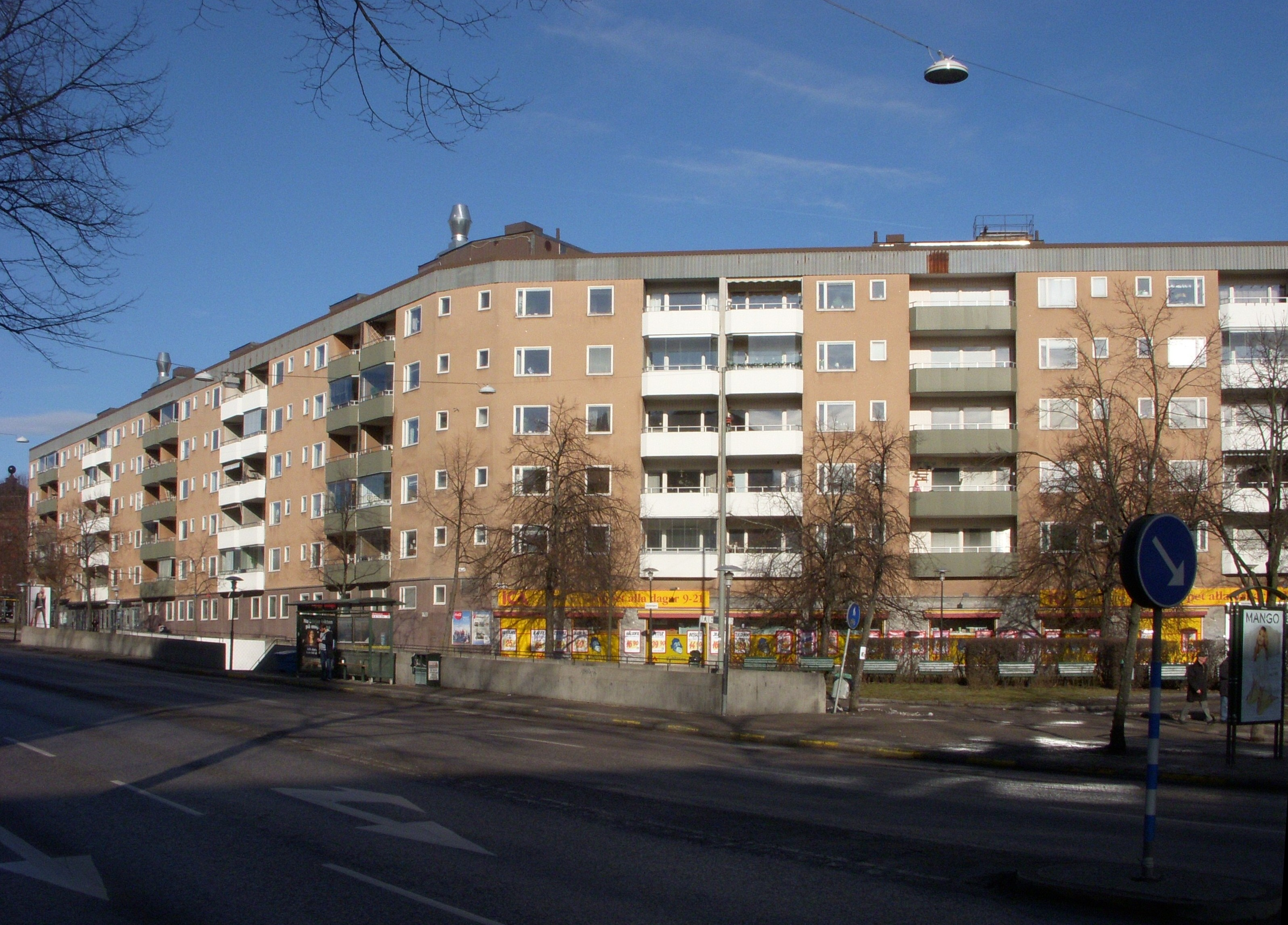
Blekingegatan vid Ringvägen.
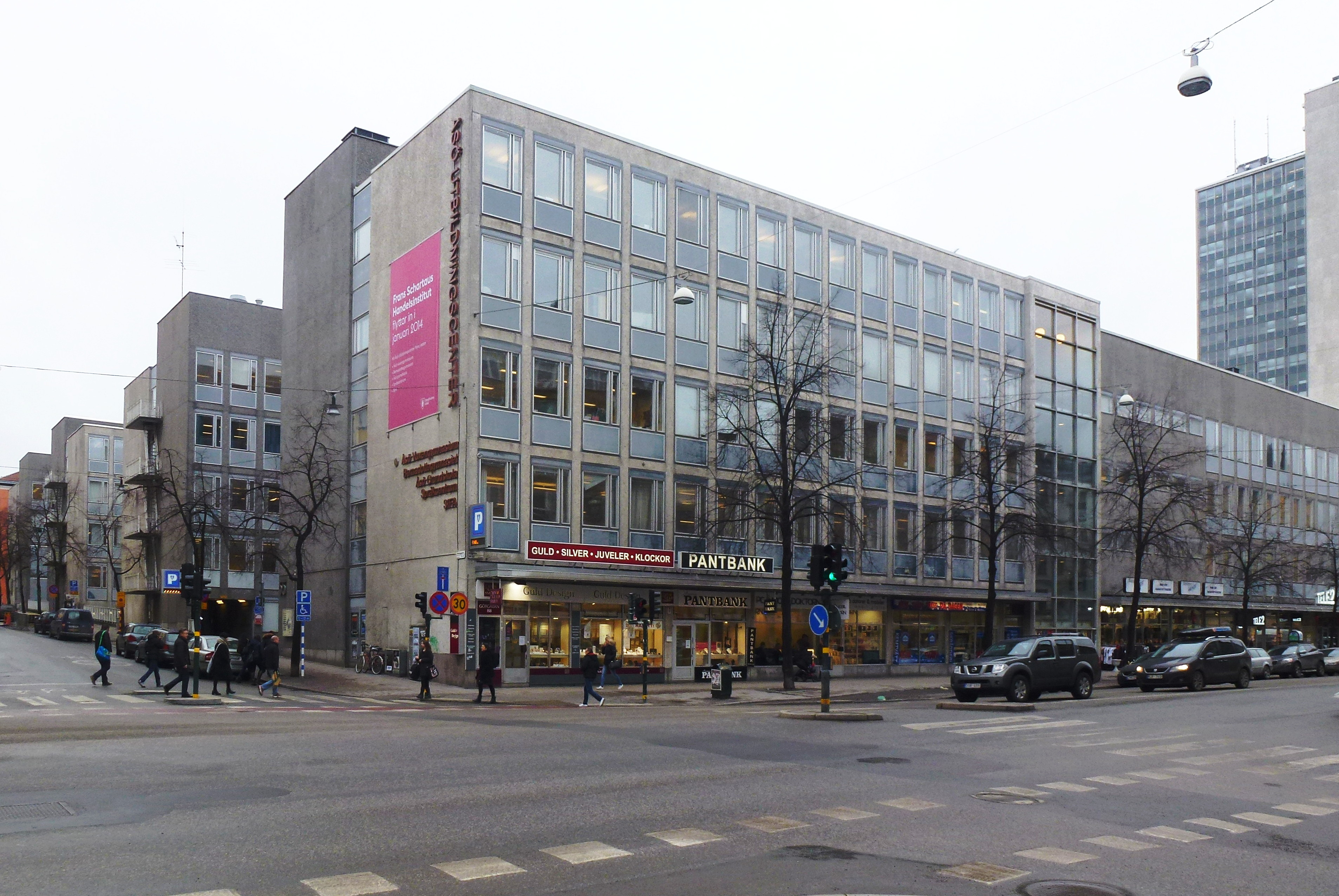
Blekingegatan vid Götgatan med Åsö gymnasium.
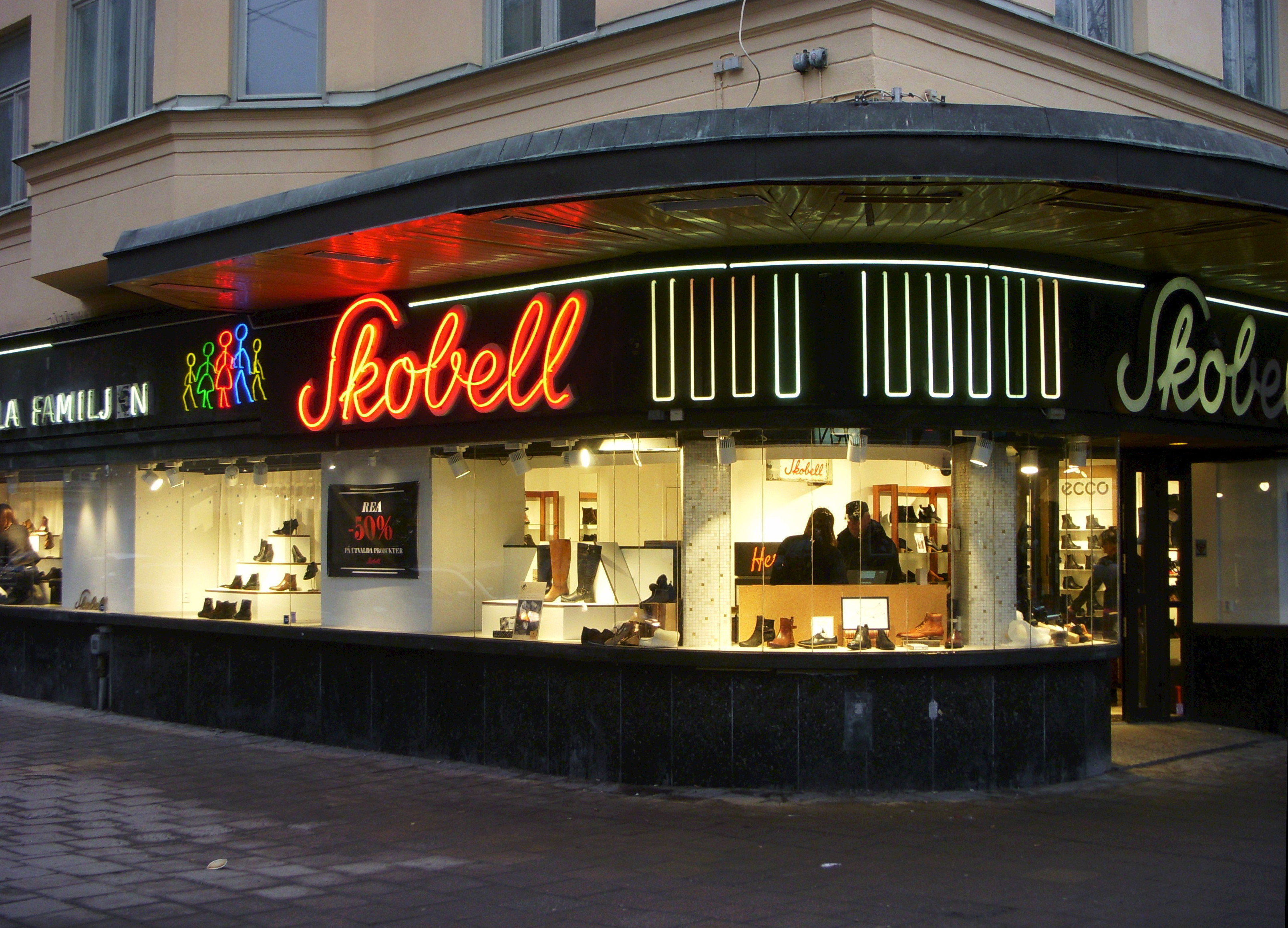
Blekingegatan vid Götgatan med traditionsrika Skobell.
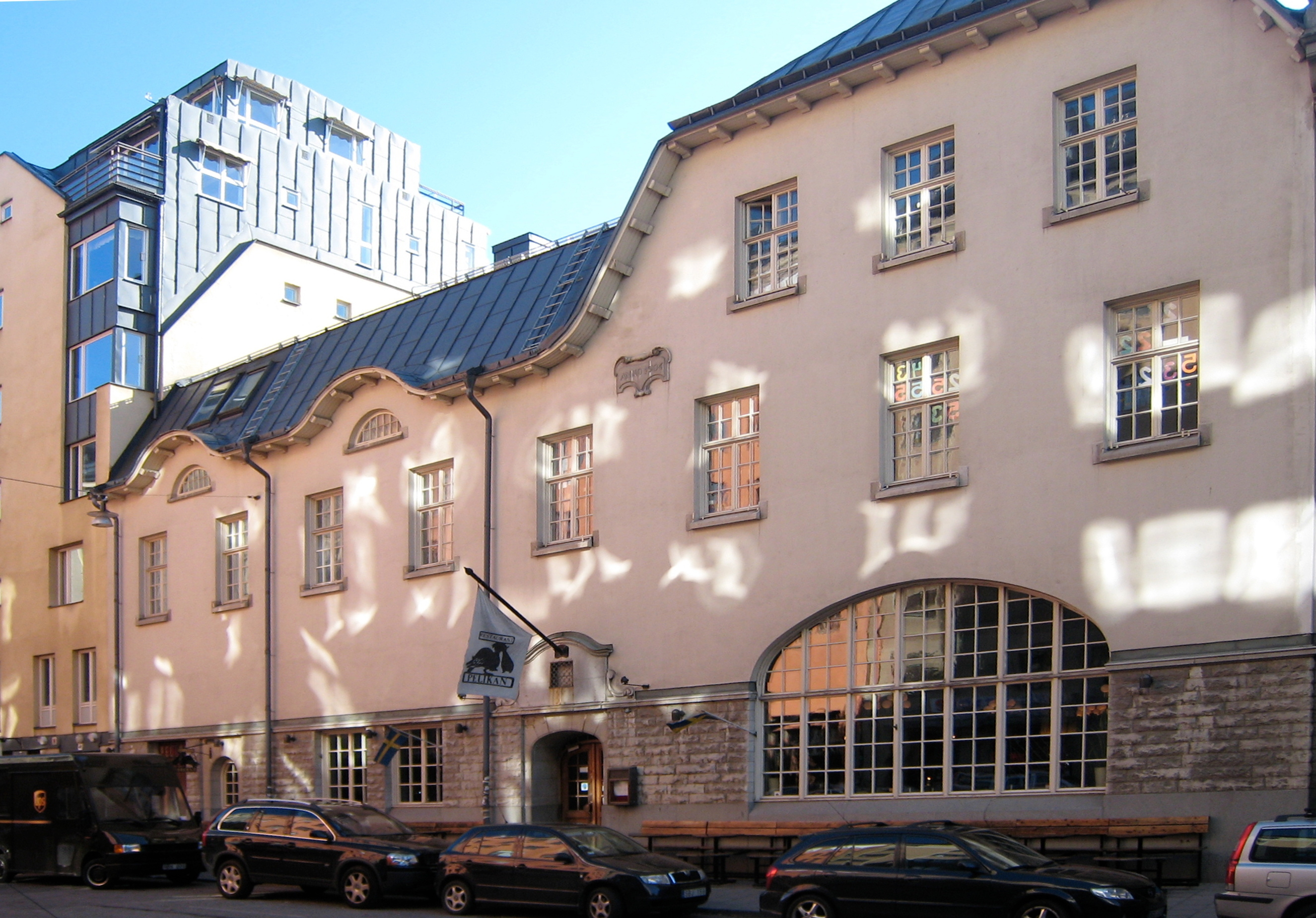
Blekingegatan 40, Restaurang Pelikan.